# Космос-386
Космос-386 је један од преко 2400 совјетских вјештачких сателита лансираних у оквиру програма Космос.
Космос-386 је лансиран са космодрома Тјуратам, Бајконур, СССР, 15. децембра 1970. Ракета-носач Р-7 Семјорка (рус. Семёрка) (8К71, НАТО ознака SS-6 Sapwood) са додатим степеном је поставила сателит у орбиту око планете Земље. Маса сателита при лансирању је износила 6300 килограма. Космос-386 је био осматрачки сателит.